# Prefectura Yamanashi

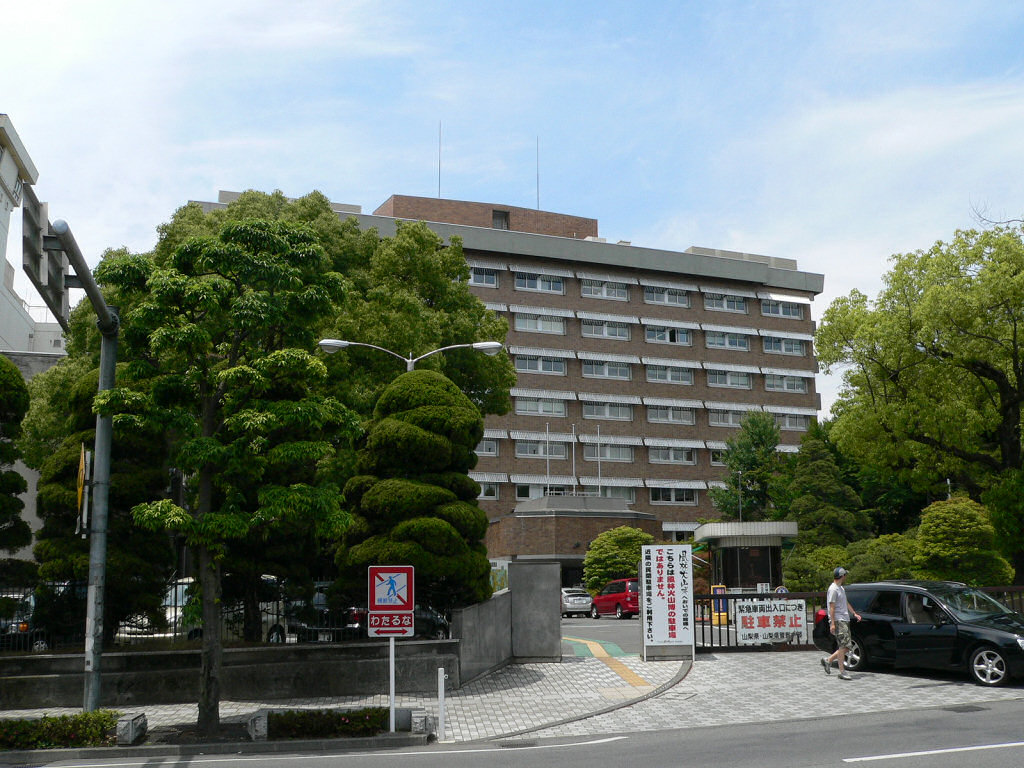
Sediul prefecturii, în orașul Koofu

Prefectura Yamanashi (山梨県 Yamanashi-ken?) este una din prefecturile din Japonia.

## Geografie

### Municipii
Prefectura cuprinde 13 localități cu statut de municipiu (市):
| - Chūō - Fuefuki - Fujiyoshida - Hokuto | - Kai - Kōfu (capital) - Kōshū | - Minamiarupusu - Nirasaki - Ōtsuki | - Tsuru - Uenohara - Yamanashi |

## Turism

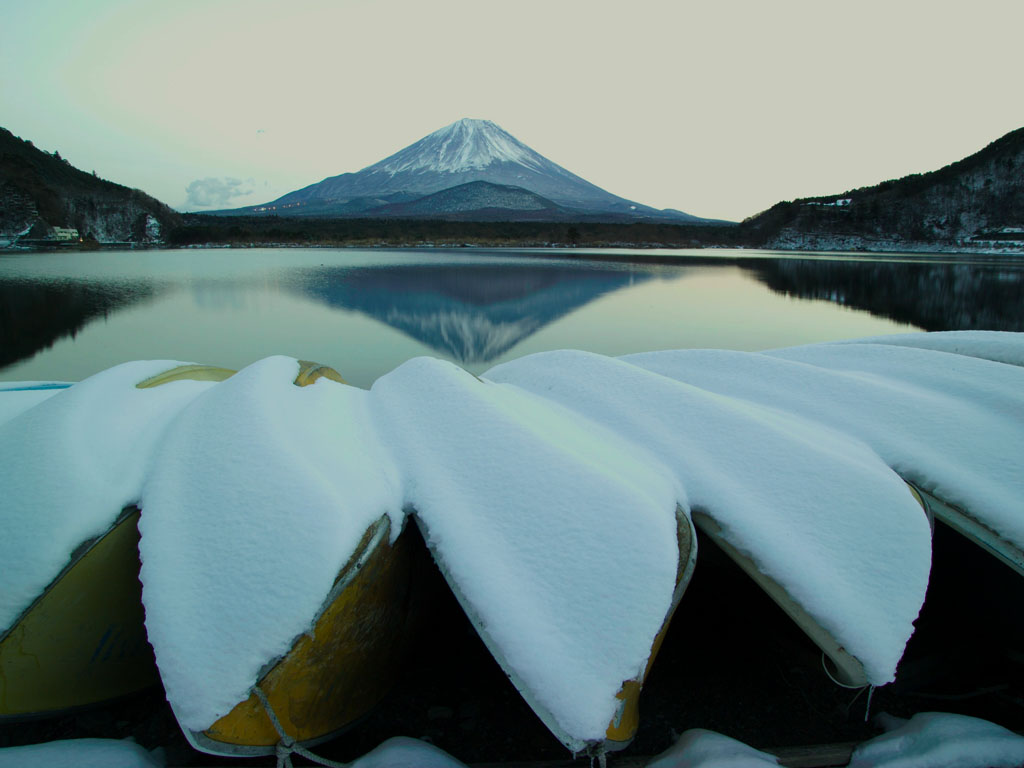
Muntele Fuji văzut dinspre lacul Shōji

Yamanashi este o destinație populară printre turiști. Muntele Fuji, regiunea celor 5 lacuri de lângă Fuji, orașul Kōfu, podgoriile din apropiere, templul Erin-ji precum și templul Kuonji sunt câteva din destinațiile cele mai vizitate. Parcul de distracții Fuji-Q Highland  este de asemenea cunoscut.
O altă atracție turistică este eco-turismul. Relieful regiunii face din Yamanashi un paradis pentru alpiniști. Cei mai înalți munți din Japonia, muntele Fuji și al doilea ca înălțime, muntele Kita, sunt situați ambii în Yamanashi. 
Datorită activității vulcanice din regiune, există multe izvoare termale. Cele mai renumite sunt izvoarele Isawa Onsen și Yamanami Onsen.

## Regiuni (și un oraș) înfrățite
- Iowa, Statele Unite ale Americii (din 1960)
- Minas Gerais, Brazilia (din 1973)
- Sichuan Province, China (din 1985)
- Chungcheongbuk-do, Coreea de Sud (din 1992)
- Saône-et-Loire, Franța (din 2000)
- Fairfield, California, Statele Unite ale Americii (din anii 1970)